# Gran Premio di superbike di Phillip Island 2011
Il Gran Premio di superbike di Phillip Island 2011 è la prima prova del mondiale superbike 2011, nello stesso fine settimana si corre il primo gran premio stagionale del mondiale supersport 2011. Ha registrato le vittorie di Carlos Checa in Superbike, in entrambe le gare, e di Luca Scassa in Supersport.

## Superbike

### Gara 1[1]

#### Arrivati al traguardo
| Pos. | Nº  | Pilota          | Squadra                  | Motocicletta         | Giri | Tempo     | Griglia | Punti |
| ---- | --- | --------------- | ------------------------ | -------------------- | ---- | --------- | ------- | ----- |
| 1º   | 7   | Carlos Checa    | Althea Racing            | Ducati 1098R         | 22   | 34:16.503 | 1º      | 25    |
| 2º   | 1   | Max Biaggi      | Aprilia Alitalia Racing  | Aprilia RSV4 Factory | 22   | +4.365    | 2º      | 20    |
| 3º   | 91  | Leon Haslam     | BMW Motorrad Motorsport  | BMW S1000 RR         | 22   | +10.719   | 4º      | 16    |
| 4º   | 58  | Eugene Laverty  | Yamaha World Superbike   | Yamaha YZF R1        | 22   | +11.266   | 5º      | 13    |
| 5º   | 33  | Marco Melandri  | Yamaha World Superbike   | Yamaha YZF R1        | 22   | +11.293   | 8º      | 11    |
| 6º   | 84  | Michel Fabrizio | Suzuki Alstare           | Suzuki GSX-R1000     | 22   | +12.039   | 9º      | 10    |
| 7º   | 96  | Jakub Smrž      | Effenbert-Liberty Racing | Ducati 1098R         | 22   | +20.294   | 6º      | 9     |
| 8º   | 66  | Tom Sykes       | Kawasaki Racing          | Kawasaki ZX-10R      | 22   | +20.742   | 10º     | 8     |
| 9º   | 41  | Noriyuki Haga   | PATA Racing Team Aprilia | Aprilia RSV4 Factory | 22   | +22.421   | 14º     | 7     |
| 10º  | 11  | Troy Corser     | BMW Motorrad Motorsport  | BMW S1000 RR         | 22   | +25.822   | 7º      | 6     |
| 11º  | 44  | Roberto Rolfo   | Team Pedercini           | Kawasaki ZX-10R      | 22   | +29.270   | 21º     | 5     |
| 12º  | 4   | Jonathan Rea    | Castrol Honda            | Honda CBR1000RR      | 22   | +31.059   | 12º     | 4     |
| 13º  | 2   | Leon Camier     | Aprilia Alitalia Racing  | Aprilia RSV4 Factory | 22   | +31.721   | 17º     | 3     |
| 14º  | 86  | Ayrton Badovini | BMW Motorrad Italia      | BMW S1000 RR         | 22   | +36.389   | 20º     | 2     |
| 15º  | 67  | Bryan Staring   | Team Pedercini           | Kawasaki ZX-10R      | 22   | +36.470   | 18º     | 1     |
| 16º  | 111 | Rubén Xaus      | Castrol Honda            | Honda CBR1000RR      | 22   | +41.928   | 16º     |       |
| 17º  | 52  | James Toseland  | BMW Motorrad Italia      | BMW S1000 RR         | 22   | +55.239   | 15º     |       |
| 18º  | 12  | Joshua Waters   | Yoshimura Suzuki Racing  | Suzuki GSX-R1000     | 22   | +1:00.312 | 11º     |       |
| 19º  | 8   | Mark Aitchison  | Team Pedercini           | Kawasaki ZX-10R      | 22   | +1:00.316 | 22º     |       |
| 20º  | 121 | Maxime Berger   | Supersonic Racing        | Ducati 1098R         | 22   | +1:30.125 | 19º     |       |

#### Ritirati
| Nº | Pilota           | Squadra                  | Motocicletta    | Giri | Griglia |
| -- | ---------------- | ------------------------ | --------------- | ---- | ------- |
| 17 | Joan Lascorz     | Kawasaki Racing          | Kawasaki ZX-10R | 13   | 13º     |
| 50 | Sylvain Guintoli | Effenbert-Liberty Racing | Ducati 1098R    | 6    | 3º      |

### Gara 2[2]

#### Arrivati al traguardo
| Pos. | Nº  | Pilota          | Squadra                  | Motocicletta         | Giri | Tempo     | Griglia | Punti |
| ---- | --- | --------------- | ------------------------ | -------------------- | ---- | --------- | ------- | ----- |
| 1º   | 7   | Carlos Checa    | Althea Racing            | Ducati 1098R         | 22   | 34:15.041 | 1º      | 25    |
| 2º   | 1   | Max Biaggi      | Aprilia Alitalia Racing  | Aprilia RSV4 Factory | 22   | +1.188    | 2º      | 20    |
| 3º   | 33  | Marco Melandri  | Yamaha World Superbike   | Yamaha YZF R1        | 22   | +1.406    | 7º      | 16    |
| 4º   | 4   | Jonathan Rea    | Castrol Honda            | Honda CBR1000RR      | 22   | +10.563   | 11º     | 13    |
| 5º   | 91  | Leon Haslam     | BMW Motorrad Motorsport  | BMW S1000 RR         | 22   | +10.885   | 3º      | 11    |
| 6º   | 2   | Leon Camier     | Aprilia Alitalia Racing  | Aprilia RSV4 Factory | 22   | +16.914   | 16º     | 10    |
| 7º   | 41  | Noriyuki Haga   | PATA Racing Team Aprilia | Aprilia RSV4 Factory | 22   | +17.558   | 13º     | 9     |
| 8º   | 84  | Michel Fabrizio | Suzuki Alstare           | Suzuki GSX-R1000     | 22   | +17.679   | 8º      | 8     |
| 9º   | 66  | Tom Sykes       | Kawasaki Racing          | Kawasaki ZX-10R      | 22   | +18.070   | 9º      | 7     |
| 10º  | 111 | Rubén Xaus      | Castrol Honda            | Honda CBR1000RR      | 22   | +19.053   | 15º     | 6     |
| 11º  | 96  | Jakub Smrž      | Effenbert-Liberty Racing | Ducati 1098R         | 22   | +19.060   | 5º      | 5     |
| 12º  | 44  | Roberto Rolfo   | Team Pedercini           | Kawasaki ZX-10R      | 22   | +23.771   | 20º     | 4     |
| 13º  | 12  | Joshua Waters   | Yoshimura Suzuki Racing  | Suzuki GSX-R1000     | 22   | +23.956   | 10º     | 3     |
| 14º  | 52  | James Toseland  | BMW Motorrad Italia      | BMW S1000 RR         | 22   | +28.713   | 14º     | 2     |
| 15º  | 58  | Eugene Laverty  | Yamaha World Superbike   | Yamaha YZF R1        | 22   | +32.673   | 4º      | 1     |
| 16º  | 8   | Mark Aitchison  | Team Pedercini           | Kawasaki ZX-10R      | 22   | +33.226   | 21º     |       |
| 17º  | 67  | Bryan Staring   | Team Pedercini           | Kawasaki ZX-10R      | 22   | +42.598   | 17º     |       |
| 18º  | 121 | Maxime Berger   | Supersonic Racing        | Ducati 1098R         | 22   | +51.819   | 18º     |       |
| 19º  | 11  | Troy Corser     | BMW Motorrad Motorsport  | BMW S1000 RR         | 22   | +55.738   | 6º      |       |

#### Ritirati
| Nº | Pilota          | Squadra             | Motocicletta    | Giri | Griglia |
| -- | --------------- | ------------------- | --------------- | ---- | ------- |
| 17 | Joan Lascorz    | Kawasaki Racing     | Kawasaki ZX-10R | 14   | 12º     |
| 86 | Ayrton Badovini | BMW Motorrad Italia | BMW S1000 RR    | 0    | 19º     |

#### Non partito
| Nº | Pilota           | Squadra                  | Motocicletta |
| -- | ---------------- | ------------------------ | ------------ |
| 50 | Sylvain Guintoli | Effenbert-Liberty Racing | Ducati 1098R |

## Supersport[3]

### Arrivati al traguardo
| Pos. | Nº  | Pilota            | Squadra                  | Motocicletta        | Giri | Tempo     | Griglia | Punti |
| ---- | --- | ----------------- | ------------------------ | ------------------- | ---- | --------- | ------- | ----- |
| 1º   | 9   | Luca Scassa       | Yamaha ParkinGO          | Yamaha YZF R6       | 21   | 33:34.739 | 5º      | 25    |
| 2º   | 23  | Broc Parkes       | Kawasaki Motocard.com    | Kawasaki ZX-6R      | 21   | +0.009    | 4º      | 20    |
| 3º   | 11  | Sam Lowes         | Parkalgar Honda          | Honda CBR600RR      | 21   | +0.033    | 3º      | 16    |
| 4º   | 44  | David Salom       | Kawasaki Motocard.com    | Kawasaki ZX-6R      | 21   | +0.272    | 1º      | 13    |
| 5º   | 127 | Robbin Harms      | Harms Benjan Racing      | Honda CBR600RR      | 21   | +16.969   | 9º      | 11    |
| 6º   | 77  | James Ellison     | Bogdanka PTR Honda       | Honda CBR600RR      | 21   | +23.943   | 11º     | 10    |
| 7º   | 21  | Florian Marino    | Hannspree Ten Kate Honda | Honda CBR600RR      | 21   | +31.788   | 7º      | 9     |
| 8º   | 31  | Vittorio Iannuzzo | Lorenzini by Leoni       | Kawasaki ZX-6R      | 21   | +31.837   | 18º     | 8     |
| 9º   | 5   | Alexander Lundh   | Cresto Guide Racing      | Honda CBR600RR      | 21   | +31.870   | 20º     | 7     |
| 10º  | 91  | Danilo Dell'Omo   | Suriano Racing           | Triumph Daytona 675 | 21   | +32.817   | 13º     | 6     |
| 11º  | 34  | Ronan Quarmby     | Suriano Racing           | Triumph Daytona 675 | 21   | +43.799   | 17º     | 5     |
| 12º  | 69  | Ondřej Ježek      | SMS Racing               | Honda CBR600RR      | 21   | +56.116   | 19º     | 4     |
| 13º  | 8   | Bastien Chesaux   | MACH Racing              | Honda CBR600RR      | 21   | +1:00.055 | 21º     | 3     |
| 14º  | 38  | Balázs Németh     | Hungary Toth             | Honda CBR600RR      | 21   | +1:05.999 | 24º     | 2     |
| 15º  | 10  | Imre Tóth         | Hungary Toth             | Honda CBR600RR      | 21   | +1:06.318 | 23º     | 1     |
| 16º  | 60  | Vladimir Ivanov   | Step Racing              | Honda CBR600RR      | 21   | +1:14.472 | 16º     |       |
| 17º  | 25  | Marko Jerman      | MD Team Jerman           | Triumph Daytona 675 | 21   | +1:24.183 | 25º     |       |
| 18º  | 7   | Chaz Davies       | Yamaha ParkinGO          | Yamaha YZF R6       | 20   | +1 giro   | 8º      |       |
| 19º  | 87  | Luca Marconi      | Bike Service R.T.        | Yamaha YZF R6       | 20   | +1 giro   | 26º     |       |
| 20º  | 22  | Roberto Tamburini | Bike Service R.T.        | Yamaha YZF R6       | 20   | +1 giro   | 6º      |       |

### Ritirati
| Nº  | Pilota           | Squadra                  | Motocicletta   | Giri | Griglia |
| --- | ---------------- | ------------------------ | -------------- | ---- | ------- |
| 99  | Fabien Foret     | Hannspree Ten Kate Honda | Honda CBR600RR | 15   | 2º      |
| 55  | Massimo Roccoli  | Lorenzini by Leoni       | Kawasaki ZX-6R | 15   | 12º     |
| 117 | Miguel Praia     | Parkalgar Honda          | Honda CBR600RR | 10   | 14º     |
| 28  | Paweł Szkopek    | Bogdanka PTR Honda       | Honda CBR600RR | 10   | 15º     |
| 4   | Gino Rea         | Step Racing              | Honda CBR600RR | 5    | 10º     |
| 19  | Mitchell Pirotta | KUJA Racing              | Honda CBR600RR | 1    | 22º     |